# Regi
レジ・ペンクスタン （レジナールド・ポール・ステファン・ペンクスタン オランダ語: Reginald Paul Stefan Penxten、1976年3月4日 - ）はベルギーのミュージシャン、音楽プロデューサー、DJ。
12歳で自分のコンピューターをシンセサイザーに繋ぎ、18歳になる前にダンス・オペラ、イルージョンレーベルで作品をリリースし、伝説的レーベルアントラー・サブウェイとの契約につながった。1996年、「ラ・ヴァチェ」でベネルクス、フランス、スペインその他ヨーロッパ諸国で国際的成功を収める。

## 略歴
レジは女性パフォーマー、ミス・レイディーとチームを組んだミルク・インクはこの数年で2万人以上の動員でのライブを何度もこなしてきた。1999年以来、12枚のアルバムをリリースし、多くのアルバムがゴールドやダブルプラチナムアルバムを記録してきた。このバンドは現在活動休止中。
2005年、最初のレジ・イン・ザ・ミックスがリリースされベルギーで最強のダンスコンピレーションブランドのひとつとなった。10年間で15枚をリリースし多くがゴールドディスクに輝き、累計30万枚以上を売り上げている。
レジは2006年5月に行われた「ジュニアーユーロビジョンコンテスト2006(Junior Eurovision Song Contest 2006) (Eurosong for Kids)」のベルギー予選にてニコラス・ケーサーズの曲「二度と君を失いたくない（Ik wil je nooit meer kwijt）」をプロデュースした。当時14歳のニコラス・ケーサーズは2006年10月1日ベルギー地域予選の決勝で5位に輝き、最後の切符を掴み取った。
2007年11月、レジは初のソロアルバムである「Registrated」を発売した。アルバム制作にあたって、彼はケート・ライアン、スカーラ、ダンゼルなどの多様な音楽的方向性を持ったベルギーのアーティストたちと共同で作業した。このアルバムは発売前からベルギー国内で1万枚以上の売り上げを記録し、ゴールドディスクを獲得した。
2007年11月、レジは初めて作曲者として「ユーロビジョンコンテスト2008(Eurovision Song Contest 2008)」に参加することを宣言。2008年2月、「ユーロビジョンコンテスト」のために特別に作られたユニットであるEllis-Tがレジが作曲した「My Music」で出場したが、準々決勝で敗退した。
2008年4月初め、レジの初のソロコンサートである「Regi In The Mix – Registrated」がアントウェルペンのロトアリーナ(Lotto Arena)で開催され、7500席全てが完売した。レジはこのコンサートの前まではDJとしてクラブやレイブなどにのみ出演していた。
2008年夏、レジはベルギーのテレビ放送で、 éénのゲームショウプログラムである「Blokken」のために新しい曲を作曲した。その曲は2008年9月から2011年8月までそのプログラムのタイトル曲として使われた。
2009年1月からレジはフランドル地方のラジオ放送MNMにて、週に一度ショープログラムを進行し、自身のダンスヒット曲を紹介、ミックスしている。
2009年夏、レジは児童のため道路交通安全を図ろうという趣旨の「ベルギーイニシアチブライフライン」が主催した「Respect！」キャンペーンに参加した。このキャンペーンのために彼はウルバヌスと共に「De Zeppe & Zikki song」という曲を作曲、プロデュースした。この曲はフランドル地方のチャートで2位まで登りつめ、ゴールデンディスク賞を受賞した。
2010年1月31日、レジの音楽的成功などが認められ、彼が居住するHeusden-Zolderの名誉市民として指名された。
2010年6月、彼は2枚目のソロアルバム「Registrated 2」を発表した。1枚目のソロアルバムと同じくカヤ・ジョーンズ (Pussycat Dolls)、タイラー・コノリー (Theory of a Deadman)、Turbo B (SNAP!)、レイ・スリンガード (2 Unlimited)、キャサリン・エリス (Freemasons), ファン・フェルゼン、カトリーヌ、ジェッシー、スカーラなどの国内外のアーティストたちと共に制作。このアルバムは発売後すぐ公式アルバムチャートにおいて1位に輝き、5週間連続で1位を維持し続けた。
2015年5月にはデイヴ・ティル、ルディー・ゼンスキーとの共同作業で「HIYA」という曲を発表した。この曲は、以前の3人のコラボ曲「Momentum」を発売したDimitri Vegas & Like Mikeのレーベルである「Smash the House」から発売された。HIYAは当時人気だったビックルーム(EDMのジャンルの一つ)に分類される。後続の曲である「Hey」は、1年後に発売された。この曲はファンの予想とは異なり、急激なジャンルの変化ではなく一種の意図を見せる作品であった。
2015年、レジは3枚目のソロアルバム「Voices」を発売。このアルバムもベルギーのアーティストたち(スタン・ファン・サマン、スカーラ)および海外アーティスト(パティ・ルッソ、モヤ)たちと協業したものである。このアルバムで、レジは主にハウスミュージック分野のプロデュースを行なった。プログレッシブハウス、エレクトロハウス、ディープハウス分野のトラックであるこのアルバムには、ベルギーとオランダのDJたち(イヴ・ヴィー、ミッチ・クラウン、セム・トーマソン、ウルフパック、ディまーろ、レスター・ウィリアムス)とコラボした曲が多く、その他にレジが審査員およびコーチで活動していた「vocal casting show」の参加者であったヨーク・ヘラミー、レア・ルー、エマ・ラウエルス(フランダースの声2014=The Voice van Vlaanderen 2014)とアレッシア(The Voice Kids 2014)の声も収録されている。「Voices」も以前のアルバムと同様、発売直後アルバムチャート1位に輝いた。
2019年11月、2枚組ミックスコンピレーション、「REGI IN THE MIX 2.0」をリリースした。
DJ、プロデューサーとして、トゥモローランドのメインステージの他年間200以上のライブショーをこなしている。MNMというメインラジオ局では毎週、Dimitri Vegas & Like Mike and Lost Frequenciesと共にラジオショーをホストしていて、彼の名前を不動のものにした。
ここ数年、彼はベルギーのレーベルSmash The Houseや Mostiko/CNRでクラブリリースを行っており、2018年には、夏のヒット「Ellie」で7週にわたり#1を確立した。2019年のフォローアップシングル「Summer Life」はプラチナステータスと同じ成功を収めた。この直近のシングルは、夏の終わりには一人になってしまったものの新しい恋愛や温かく楽しい思い出や楽しい思い出を懐かしむノスタルジックな楽曲である。
エレクトロニック・ミュージックとオルタナ・ボーカリストとして完璧なバランスをとりながら、商業的ダンス・シーンとオルタナティヴ・ダンス・シーンの間で見事なバランスを保ち、両方のシーンの架け橋となっている。

## ディスコグラフィ
アルバム
チャート；ベルギーフランデレン地域：ウルトラトップ50）
- The Best Of（2005年）（8位）
- REGIstrated（2007年）（2位）
- REGIstrated2（2010年）（1位）
- Voices（2015年）（1位）
- Vergeet De Tijd (2020年) （3位）